# San Benedetto Ullano
San Benedetto Ullano là một thị xã và comune  ở tỉnh Cosenza trong vùng Calabria miền nam nước Ý.
Đô thị San Benedetto Ullano có diện tích 19 ki lô mét vuông, dân số thời điểm năm 2007 là 1644 người.
Đô thị này có các đơn vị dân cư (frazioni) sau: